# 헤일리 올리비에 바이든
헤일리 K. 바이든(혼전성 올리비에(Olivere), 영어: Hallie K. Biden, 1973년 7월 6일 ~ )은 미국의 학교 상담가이자 비영리 임원이자 바이든 가문의 일원이다. 델라웨어주 윌밍턴의 태트널 학교와 델라웨어주 클레이몬트의 아치미어 아카데미에서 학교 상담가로 일했다. 2002년에는 조 바이든 미국 대통령과 닐리아 헌터 바이든의 아들인 보 바이든과 결혼했다. 두 사람은 남편이 델라웨어주 법무장관으로 재직하는 동안 윌밍턴에 살았다.
2015년 남편이 교모세포종으로 사망한 후 바이든은 보 바이든 아동 보호 재단의 이사회 의장이 되었다.
그녀는 2016년부터 2019년까지 보의 동생 헌터 바이든과의 열애로 언론의 관심과 조사를 받았다.